# 電気式ガスタービン機関車

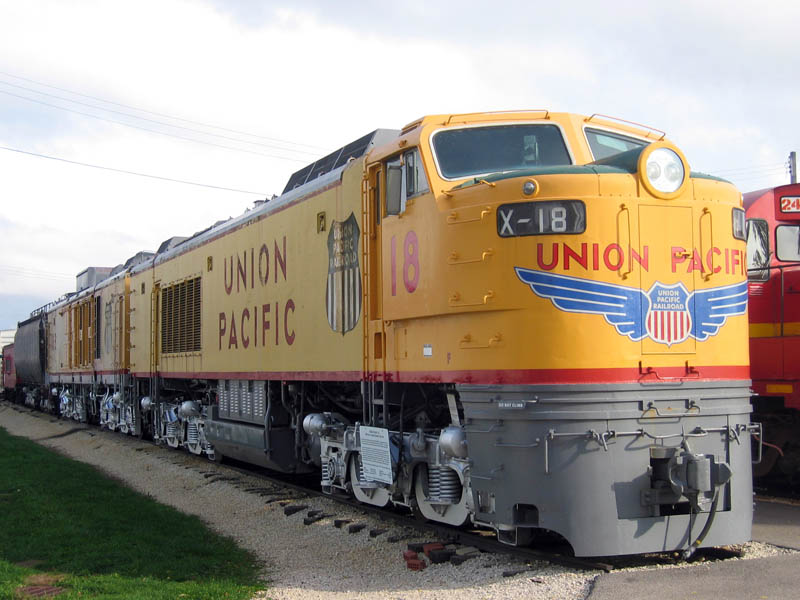
イリノイ鉄道博物館に保存されているUP 18ガスタービン機関車

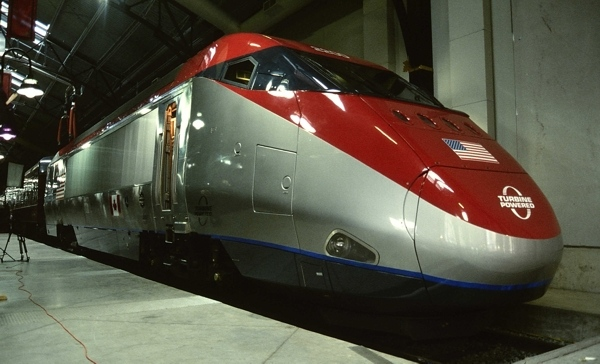
ボンバルディア社の試作したジェットトレイン

電気式ガスタービン機関車（でんきしきガスタービンきかんしゃ、英語：Gas Turbine Electric Locomotive; GTEL）は、ガスタービンエンジンにより発電機（直流発電機あるいはオルタネーター）を駆動し、発生させた電気で主電動機を駆動する機関車である。この種の機関車の最初の実験例は1938年で、最盛期は1950年代から1960年代である。
2007年8月にはロシア鉄道が開発に成功したと発表した。
2014年現在もこの種の機関車が少数ではあるが運用されており、ボンバルディア・トランスポーテーションはいくらかの関心を寄せている。

## 概要
電気式ガスタービン機関車では、搭載するガスタービンエンジンの出力タービン軸を発電機に接続し、発電した電力によって電動機を駆動することによって動力を車軸へ伝達する。同規模の出力であればディーゼルエレクトリック方式機関車のディーゼルエンジンをより小型軽量のガスタービンに置き換える事ができる。
ガスタービンエンジンは、ピストンエンジンに対して以下のような優位性と欠点を合わせ持っている。
作動部品点数が少なく、潤滑箇所が減らせるため修繕費用が少なくて済む
出力-重量比が高いため、ディーゼルエンジンと比較すると小型化または高出力化が可能
巡航負荷時の燃料消費率は、ディーゼルエンジンと比較して同程度かやや劣る
部分負荷時の燃料消費率が極めて悪い
これらの特徴のため、(電気式)ガスタービンエンジン機関車は、長距離の高速走行や大重量貨物輸送などの用途に適している。
近年ではガスタービンエンジンの熱効率向上やハイブリッド式に代表されるパワーエレクトロニクス技術の発展などの技術革新を背景として、再び各国で開発されつつあり、環境負荷の少なさという元来持っていた長所を生かしながら、ある程度欠点を克服する事ができる様になってきていることから、この種の機関車システムが見直されつつある。例えば、蓄電池と併用することによりハイブリッド機関車として、工事用などの産業用機関車として蓄電池機関車にマイクロガスタービン発電機を搭載した機関車が実用化されており、現場の条件で充電や電池交換が困難な用途向けに使用されている。

## 歴史
ユニオン・パシフィック鉄道は、かつて世界最大のガスタービン機関車の運用者だった。他社では小規模の旅客用に製造された。1973年のオイルショック後は、燃料費が高騰し、ディーゼル機関車と比べコスト面で不利になったため、次第に置き換えられた。

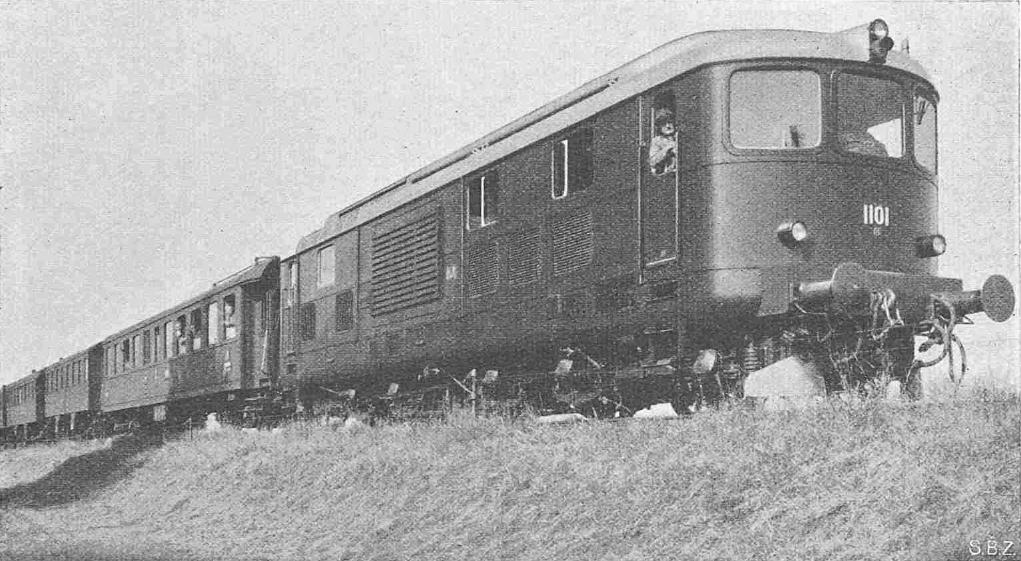
スイス連邦鉄道 Am 4/6 1101

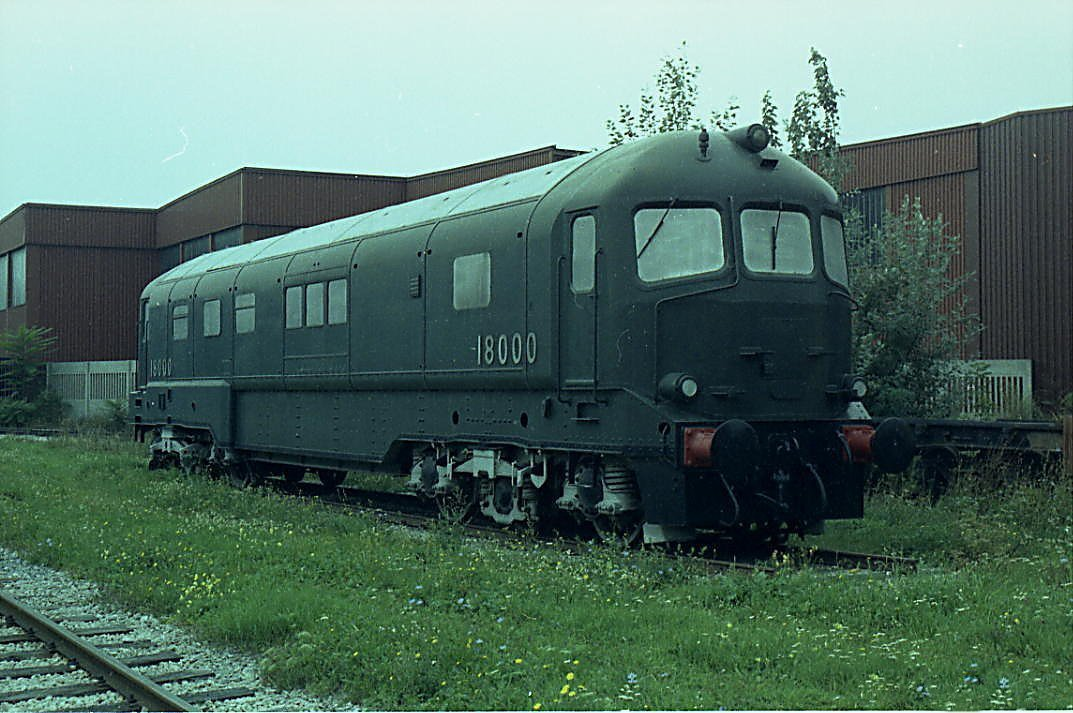
イギリスの18000ガスタービン機関車

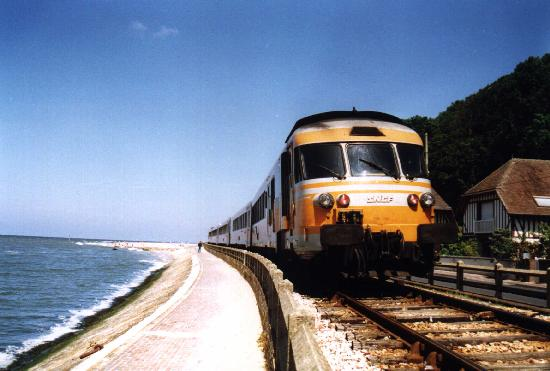
フランス国鉄のガスタービン動車

### スイス
スイス連邦鉄道（スイス国鉄）では1939年に電気式ガスタービン機関車スイス連邦鉄道 Am 4/6形 1101号機が試用され1941年から1942年に運行された。ブラウンボベリ社によって製造され、車軸配置は1A-Bo-A1で、2,200馬力 (1.6 MW) のガスタービンエンジンを搭載していた。
ガスタービン技術の用途としては1944年の英国とドイツのジェットエンジンの飛行隊の編成に先駆けて初めての物だった。

### イギリス
グレートウェスタン鉄道は2両の電気式ガスタービン機関車を1940年代に注文したが国有化後まで納入されなかった。英国鉄道18000と18100である。18000はスイスのブラウンボベリ社で製造された2500馬力 (1.9 MW) の産業用ガスタービンエンジンを搭載していた。一方の18100はメトロポリタン＝ヴィッカースで製造された3000馬力 (2.2 MW) の航空機用ガスタービンを搭載し、最高速度はともに時速145kmであった。1972年に高速試験用にAPT-Eが製造された。

### フランス
1950年代にSNCFは3種類のルノー製試作ガスタービン機関車を使用した。タービンは圧縮機や燃焼器を備えず、Sigma-Pescaraフリーピストンで駆動した。:
- 040 GA 1 1000hp (1952年から1960年) ;
- 060 GA 1と 2 2000hp (060GA 1 と 1959年から1963年 060GA 2 は1961年から1962年).

騒音と低負荷時の多い燃料消費と整備費用により短期間の運用だった。
SNCFはヘリコプター用のガスタービンと流体変速機組み合わせて搭載した複数の動力分散式車両を運用した。初期のいくつかの車両では始動を容易にするためにディーゼル機関を併用した。
- TGS (turbine à gaz spéciale)既存の鉄道車両を基にしたETGの試作車 ;
- ETG (élément à turbine à gaz（フランス語版）), 4輌に1基の駆動用タービンとディーゼル機関を装備;
- RTG (rame à turbine à gaz（フランス語版）), 5輌或いは6輌で2基のタービンを備える。最後のRTGは2005年に引退した。

SNCF（フランス国鉄）は数台のチュルボトランと呼ばれるガスタービン式車両（ガスタービン動車）を非電化区間向けに導入し、2005年まで運行していた。このターボトレインは3両編成で構成され、動力は中間車に配置されていた。
1972年に製造されたTGVにおける最初の試作車であるTGV001もまたヘリコプター用のガスタービンを備えていたが、1974年にオイルショックによる原油価格上昇により、後の営業用TGVは電気式に変更された。.

### アメリカ
ユニオンパシフィック鉄道は1950年代に電気式ガスタービン機関車の運用を始め、最大の運用者だった。安価なC重油の使用を前提として導入されたが、エンジンの保守コストの大きさや燃料価格の上昇などの要因により、1970年には運用を終えた。
1960代ユナイテッド航空機によりUAC ターボトレインが製造されペンシルバニア鉄道と後にはアムトラックとVIA鉄道で運行された。VIAは優れた修繕能力によってこれを維持した。1982年にLRCに置き換えられた。
アムトラックは2機の異なるタービン式の編成を導入した。それらはターボライナーと呼ばれた。最初の編成はSNCFのターボトレインに似ていた。FRA（連邦鉄道委員会）の安全規定を満たす為、フランスの同種の車両よりも遅い速度で走った。

### カナダ
カナダ国鉄 (CN) はUAC ターボトレインの運行者の一つでVIA鉄道で運行していた。トロント-モントリオール間を1968年から1982年にLRCに置き換えられるまで運行していた。
2002年にはボンバルディアにより、傾斜機能を持つ客車を牽引するプラット&ホイットニー社のガスタービンエンジンを搭載した高速鉄道用車両であるジェットトレインが発表されたが、2014年現在に至るまで採用例はない。

### ソビエト
かつてG1-01形ガスタービン機関車GT101形ガスタービン機関車、GP1形ガスタービン機関車を試作したが、いずれも実用化には至らなかった。
ソビエトは1954年からガスタービンの鉄道車両の開発を開始した。複数の型が開発され、機関車が配備されて試作機が試験された。1970年代に電気機関車と比較して経済性に劣るのでガスタービン機関車の開発は中断された。

#### G1

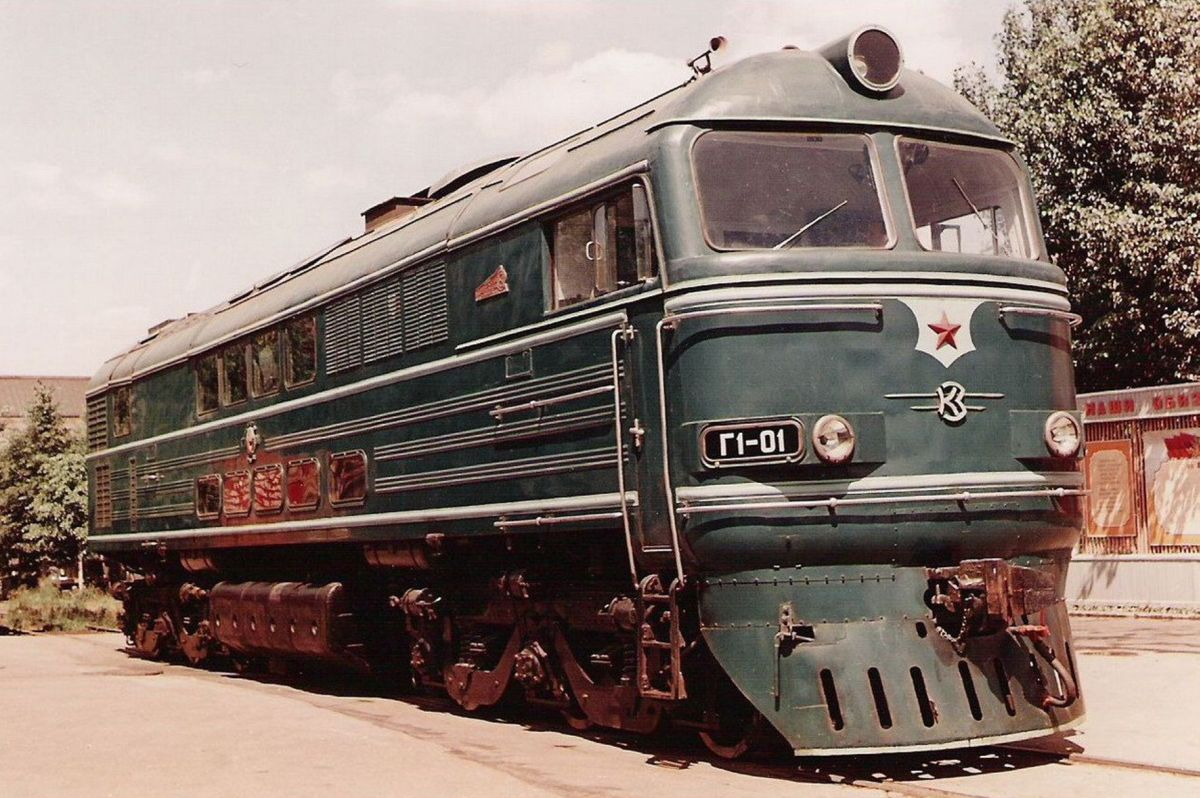
G1-01

1959年にコロムナ工場は3500馬力の電気変速機を備えた貨物用のG1-01形ガスタービン機関車を製造した。使用されたガスタービンエンジンは単軸式の3500馬力のGT-3.5ガスタービンだった。ガスタービンからの回転は2系統の発電機に伝達された。第一系統は2基の駆動用発電機であるMPT-74/23で、第二系統は駆動用の発電機であるMPT-74/23とBT-275 / 120Aと補助発電機のSHH-49/14を駆動した。それぞれの駆動用発電機は定格が毎分1800回転時に733 kWだった。それぞれの発電機は定格340 kWのEDB-340電動機が並列に接続される。タービンユニットは負荷が掛かっている時のみ使用された。分流用補助動力として1D6型ディーゼル機関と分流用MPT-49/16発電機を備えた。この型式の主要な欠点は燃料を大量に消費する事と、設計の複雑さだった。

#### GP1

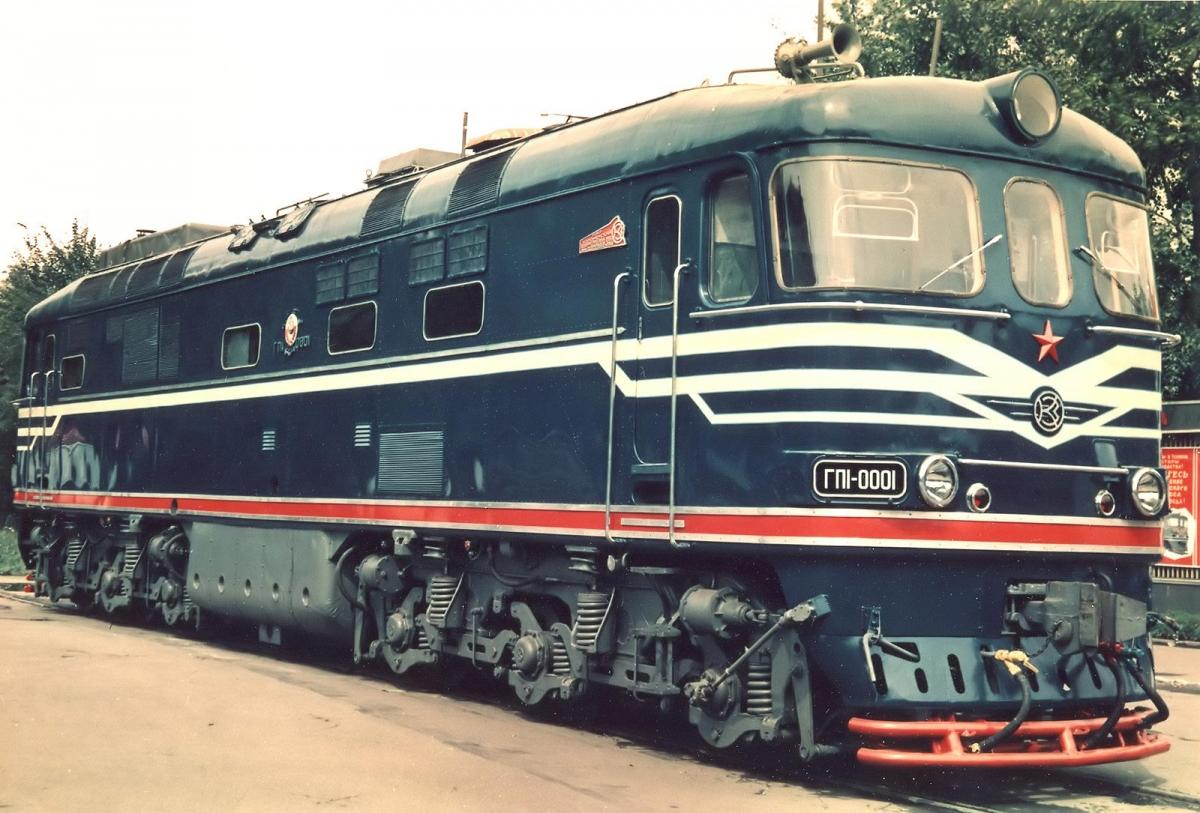
GP1-0001

1964年に旅客用ガスタービン機関車であるGP1が2輌製造された。3500馬力の単軸式のGT-3.5ガスタービンから伝達された3基の発電機MPT-74 / 23Bを駆動した。補助動力の 1D12ディーゼルを備え、195 kWのMPT-49 / 25-3K発電機を駆動した。
1965年の初頭に全ロシア鉄道研究所環状実験線でGP1-0002が試験された。1965年末に両方の機関車はLgov機関区に配備された。G1-01は貨物列車を牽引して旅客列車はTEP60が通常の運行時には充当されていたがGP1-0001とGP1-0002はG1-01より高速だったので旅客列車に充当された。ガスタービンは燃料を多く消費して騒音が大きいという欠点があった。

### ロシア

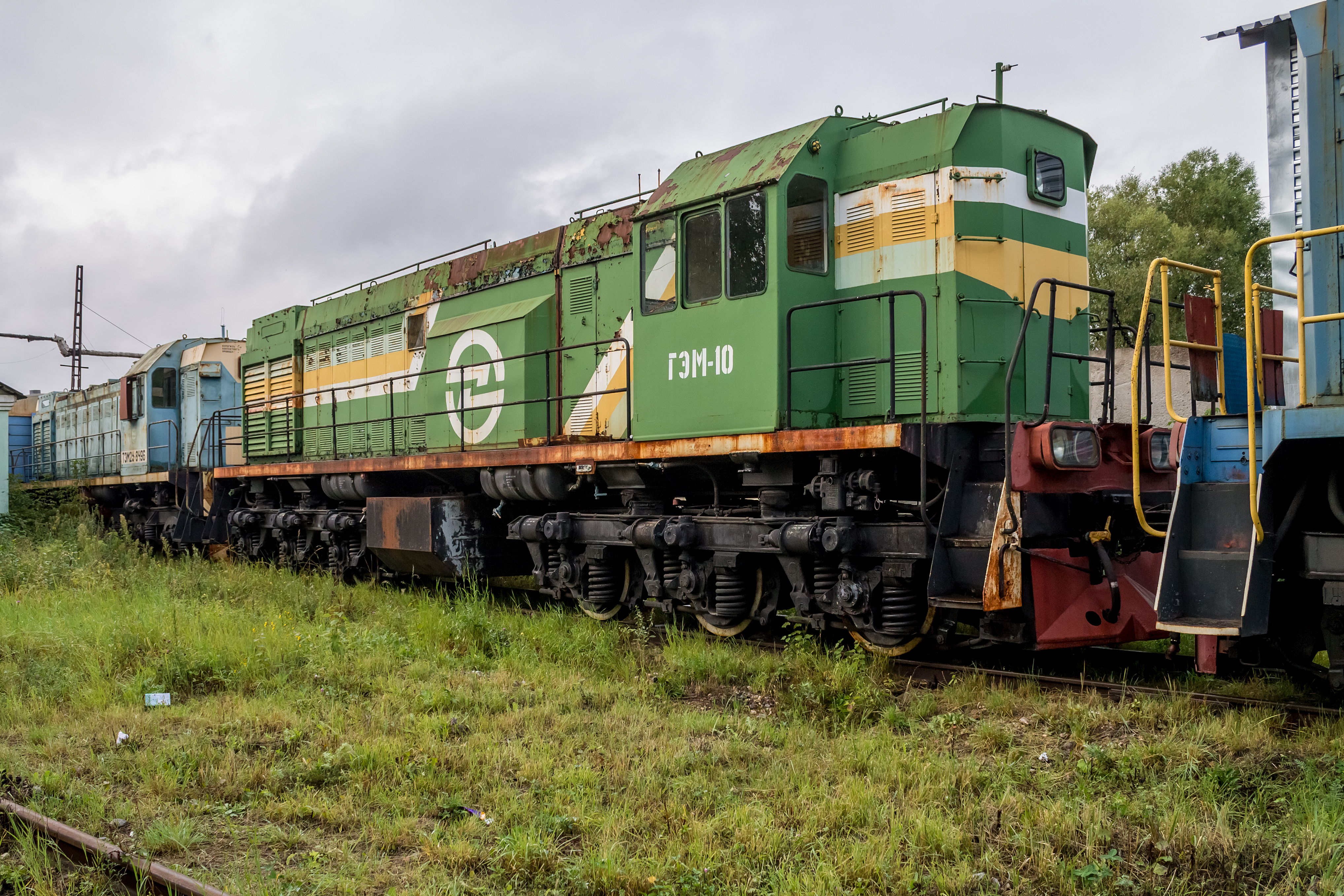
GEM10

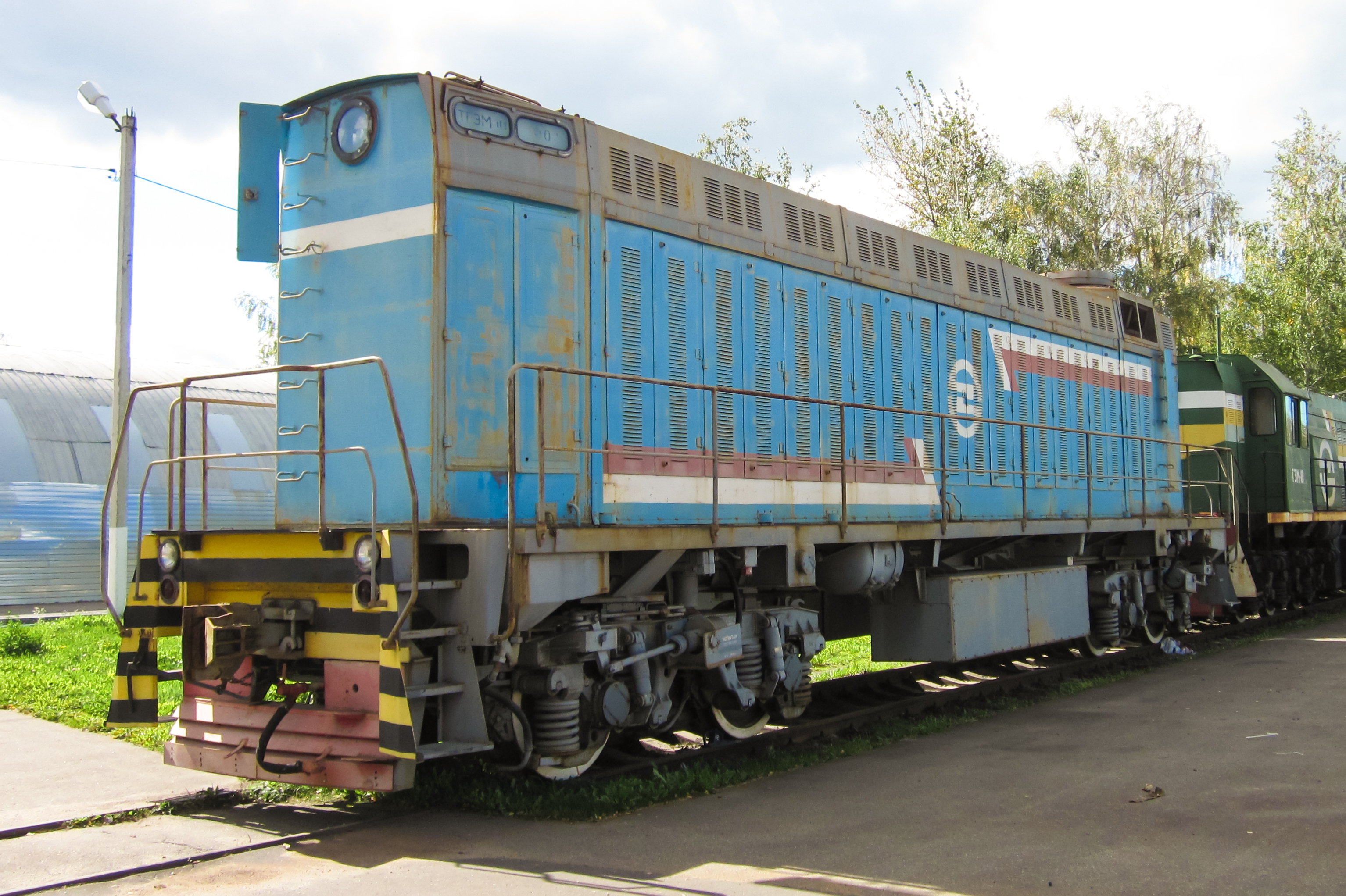
TGEM10

ロシアではGEM10、2006年にSinara Transport MachinesでTGEM10が製造された。
2007年8月にロシア鉄道が圧縮天然ガスを燃料とするGT1形ガスタービン機関車をヴォロネジ機関車製造(Voronezh locomotive-repairing)で完成させた。タービン出力は1万1千HP、航続距離は720km。天然ガス資源が豊富なウラル地方とシベリア地方へ配備するように計画されている。

#### GT1

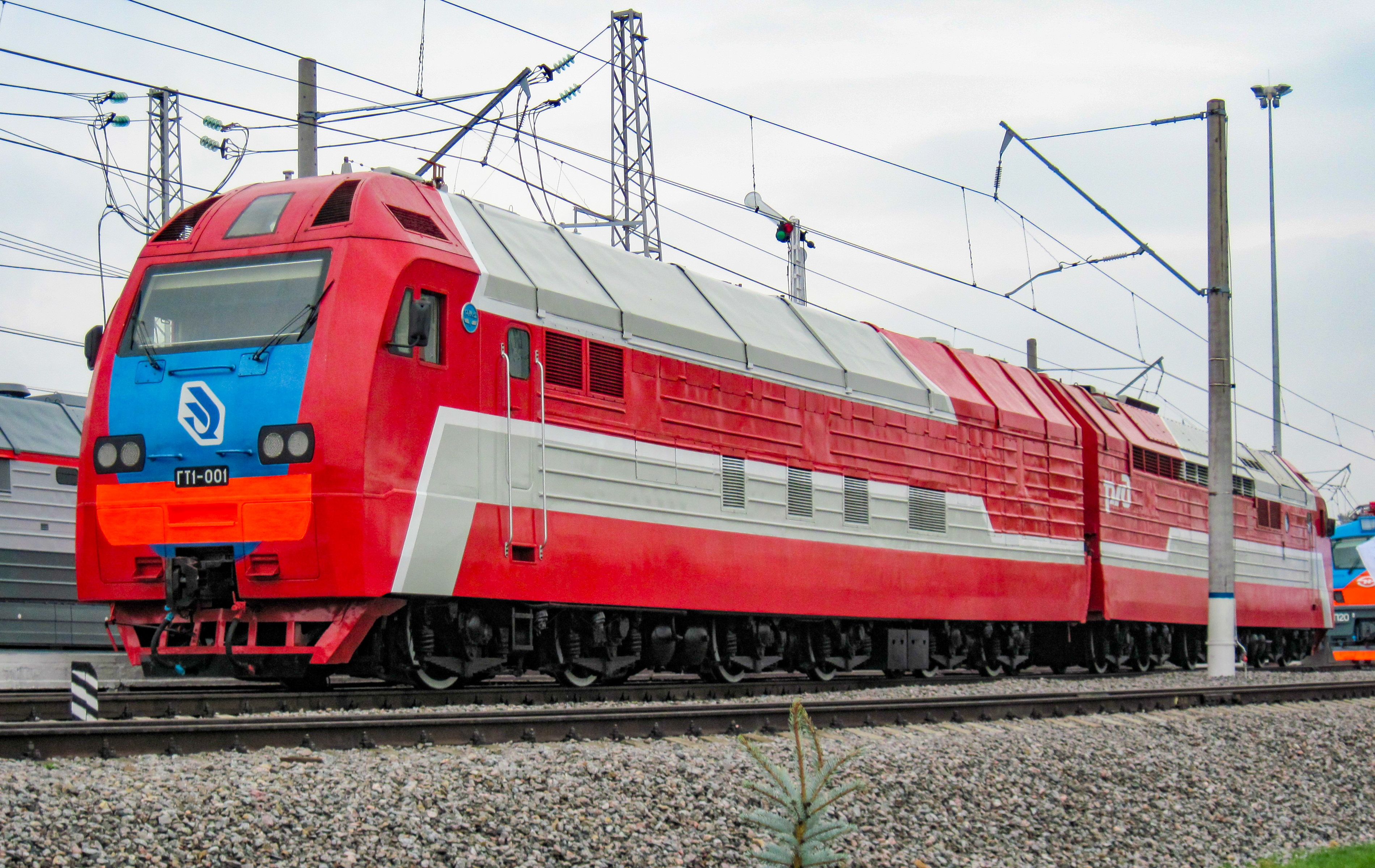
GT1-001

2007年にロシア鉄道はVL15-008電気機関車を改造してGT1-001ガスタービン機関車を開発した。航空機用のクズネツォフ NK-32を原型としたNK-361ガスタービンはサマーラで製造された。Dzerzhinsky記念ヴォロネジディーゼル機関車修理工場で組み立てられた。
2008年7月4日に初めて貨物列車を牽引した。列車の重量は3000トンでキュビシェフ鉄道のKinel-Zhigulevskoye seaで運行される。
100 km/hで走行時の出力は8300 kWで液化天然ガスを1回補充すると750km走行できる。ガスタービンはベルリンで開催されたInnoTrans 2008で実演された。天然ガス資源の豊富なシベリアでの使用が期待される。
2011年9月7日にGT1-001は16,000トンの貨物列車を牽引した。
2013年10月に出力880kw、車輪配置C-C、設計速度126km/hのTEM19試作機関車がリュジノヴォ工場で完成した。
2013年8月にはTEM7電気式ディーゼル機関車を基に出力8300kw、定格運転速度100km/hのGT1h-002が製造された。液化天然ガスを1回補充すると750km走行できる。

### チェコスロバキア
シュコダ TL 659.0形ガスタービン機関車を試作したが実用化には至らなかった。

### 日本
産業用の車両としてマイクロガスタービンと蓄電池を組み合わせることにより実用化されている。

## 主な車両
- イギリス-BR18000、18100、イギリス国鉄APT-E
- フランス-フランス国鉄TGS気動車、TGV001、ターボトレイン、T 2000(RTG)、ETG、CC 80000
- ドイツ-DB VT 11.5、DB 210、DB 602、DB V 169
- スイス-SBB-CFF-FFS Am 4/6 1101
- ソビエト-G1-01（ロシア語版）、GP1（ロシア語版）
- ロシア-GEM10、TGEM10、GT1（ロシア語版）、TEM19
- チェコスロバキア-TL 659.001 と TL 659.002
- アメリカ-ユニオン・パシフィック鉄道の電気式ガスタービン機関車、ターボライナー
- カナダ-UAC ターボトレイン、ジェットトレイン